# Albina Elguín
Albina Elguín Rodríguez est une sculptrice et artiste visuelle chilienne du XIXe siècle. Elle est reconnue comme l'une des pionnières de la scène artistique chilienne aux côtés de Celia Castro (es), Aurora Mira et Magdalena Mira. En raison de sa mort prématurée, elle a laissé peu d’œuvres picturales.

## Biographie

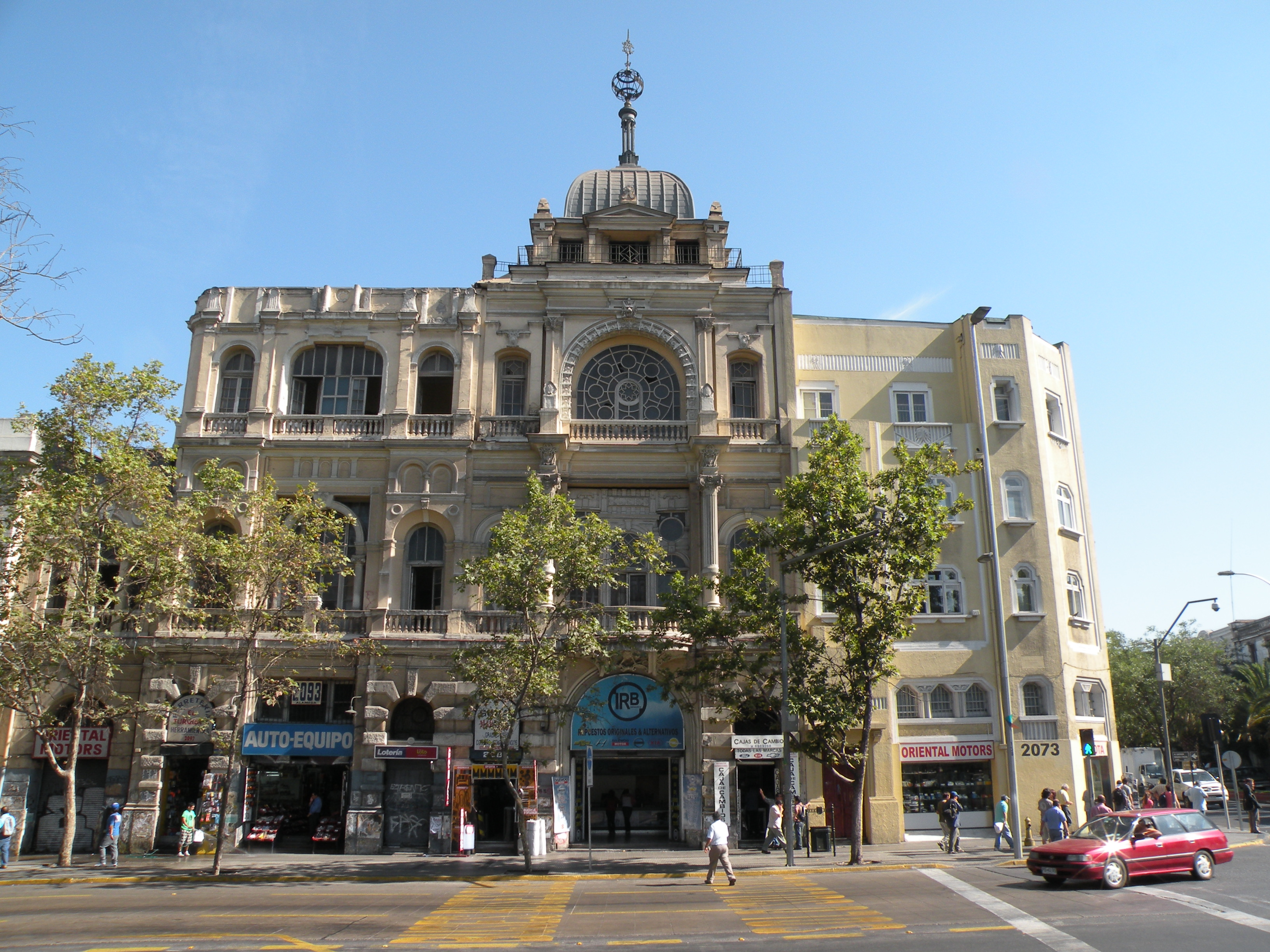
Palais Elguín.

Albina Elguín est née à Santiago dans les années 1860 (1871 au plus tard). Elle est la fille de Nazario Elguín (1815-1889) et de Carmen Rodríguez. C'était une riche famille exploitant des mines d'or dans la cordillère. Son père construisit le Palais Elguín (es) à Santiago. C'est là qu'elle grandit, en compagnie de trois frères, et assiste à de nombreuses soirées mondaines réunissant de nombreux artistes du pays,.
Elle étudie à l'École des Beaux-Arts (es) de Santiago où elle reçoit des cours de  Cosme San Martín, qui fut le premier directeur de nationalité chilienne à diriger l'institution à partir de 1886.
Après son mariage, son nom complet est Albina Elguín Rodríguez de Del Río. Elle meurt en 1897,.

## Œuvres
L’œuvre d'Abina Elguín s'inscrit dans l'art académique traditionnel de la fin du 19e siècle, avec des représentations de portraits, natures mortes, scènes de genre et paysages.
- Retrato o Cabeza de mujer, lieu inconnu. Cette œuvre a été commentée par Antonio Romera qui mentionne : « …il y a quelque chose de conventionnel et de touchant dans son réalisme méticuleux. On devine cependant les dommages à une vie et une certaine déchirure. La peintre a ainsi rendu hommage au style de son temps »[4].
- Revers de fortune (Cambios de fortuna), Musée national des Beaux-Arts. L’œuvre a été exposée à l'Exposition universelle de Paris de 1889[6].
- Pensativa, lieu inconnu, vers 1890. Il a été présenté sur la couverture de El Taller Ilustrado (es), et dans lequel : « Dans cette petite peinture à l'huile, tous les visiteurs de ladite exposition ont pu admirer les dons artistiques avec lesquels la nature a augmenté les charmes de ce bouton de rose frais, fierté du crayon chilien et l'un des plus beaux espoirs de l'art national »[7].

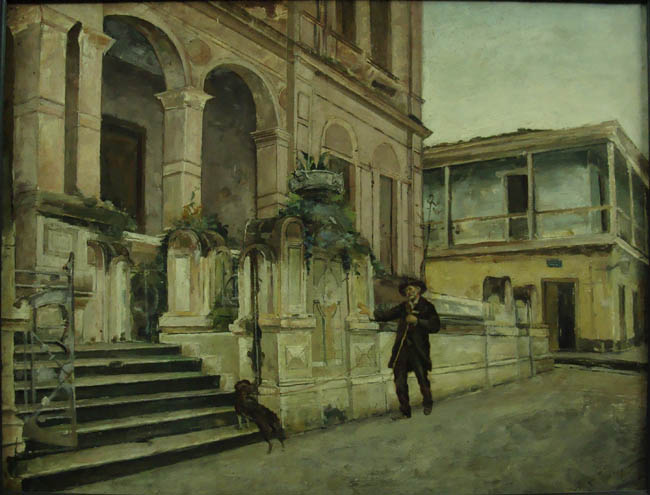
Cambios de fortuna (1888), Musée national des Beaux-Arts (Chili)
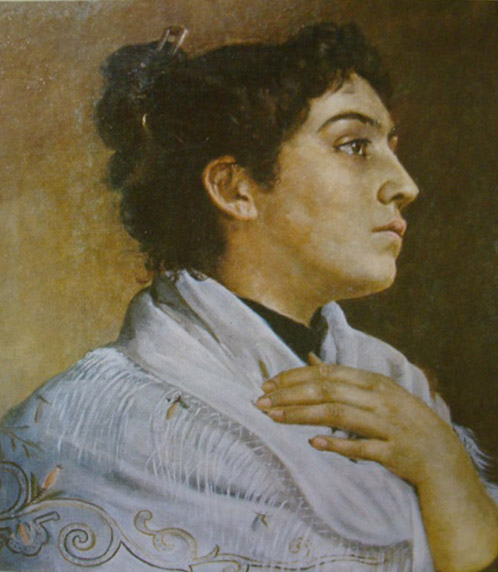
Retrato o Cabeza de mujer, lieu inconnu.

## Expositions
- 1886 Salon Officiel, Santiago.
- 1888 Salon Officiel, Santiago. Elle y reçoit une médaille et une recommandation spéciale du jury[8].